# Yvecrique
Yvecrique ist eine französische Gemeinde mit 629 Einwohnern (Stand 1. Januar 2022) im Département Seine-Maritime in der Region Normandie. Sie gehört zum Arrondissement Rouen und zum Gemeindeverband Communauté de communes Plateau de Caux. Die Bewohner werden Yvecriquais(es) genannt.

## Geografie
Die Gemeinde Yvecrique liegt in der Landschaft Pays de Caux, etwa 36 Kilometer nordwestlich der Großstadt Rouen und etwa 35 Kilometer östlich der Küstenstadt Fécamp. Nachbargemeinden von Yvecrique sind Doudeville im Norden, Amfreville-les-Champs im Nordosten, Grémonville im Südosten, Étoutteville im Südwesten sowie Harcanville im Nordwesten. In der Gemeinde gibt es keine oberirdischen Fließgewässer; die Niederschläge versickern im kalkhaltigen Boden oder bilden mehrere kleine Seen und Tümpel. Bis auf kleine Gehölze im Westen besteht das Gemeindeareal aus Acker- und Wiesenflächen. Neben dem namengebenden Dorf Yvecrique gehören zur Gemeinde die Weiler Gournay und Le Thuit sowie mehrere verstreut liegende Bauernhöfe.

## Geschichte
Im 12. Jahrhundert taucht der Name des Dorfes erstmals als Yvecriche auf. Der Name ist skandinavischen Ursprungs und leitet sich von Kirkja (=Kirche) ab. Die Vorsilbe stammt vom germanischen Namen  Ivo – wahrscheinlich der gleiche Namensgeber für die nahe Kleinstadt Yvetot.

### Bevölkerungsentwicklung
| Jahr      | 1962 | 1968 | 1975 | 1982 | 1990 | 1999 | 2006 | 2016 | 2022 |
| --------- | ---- | ---- | ---- | ---- | ---- | ---- | ---- | ---- | ---- |
| Einwohner | 233  | 220  | 195  | 448  | 649  | 635  | 653  | 646  | 629  |

Im Gründungsjahr 1793 wurde mit 950 Bewohnern die bisher höchste Einwohnerzahl ermittelt. Die Zahlen basieren auf den Daten von cassini.ehess und INSEE.

## Sehenswürdigkeiten
- Die Fenster an der Apsis der Pfarrkirche Saint-Aubin stammen aus dem 14. Jahrhundert. Die heutige Kirche wurde 1770 neu gebaut. Der vordere Glockenturm wurde in der zweiten Hälfte des 19. Jahrhunderts errichtet.
- Ein Bethaus wurde 1775 errichtet.
- Das Schloss im Weiler Gournay wurde im 18./19. Jahrhundert erbaut.
- Wegkreuz zwischen Le Thuit und Yvecrique
- Gut erhaltene Reste einer Römerstraßecassini.ehess

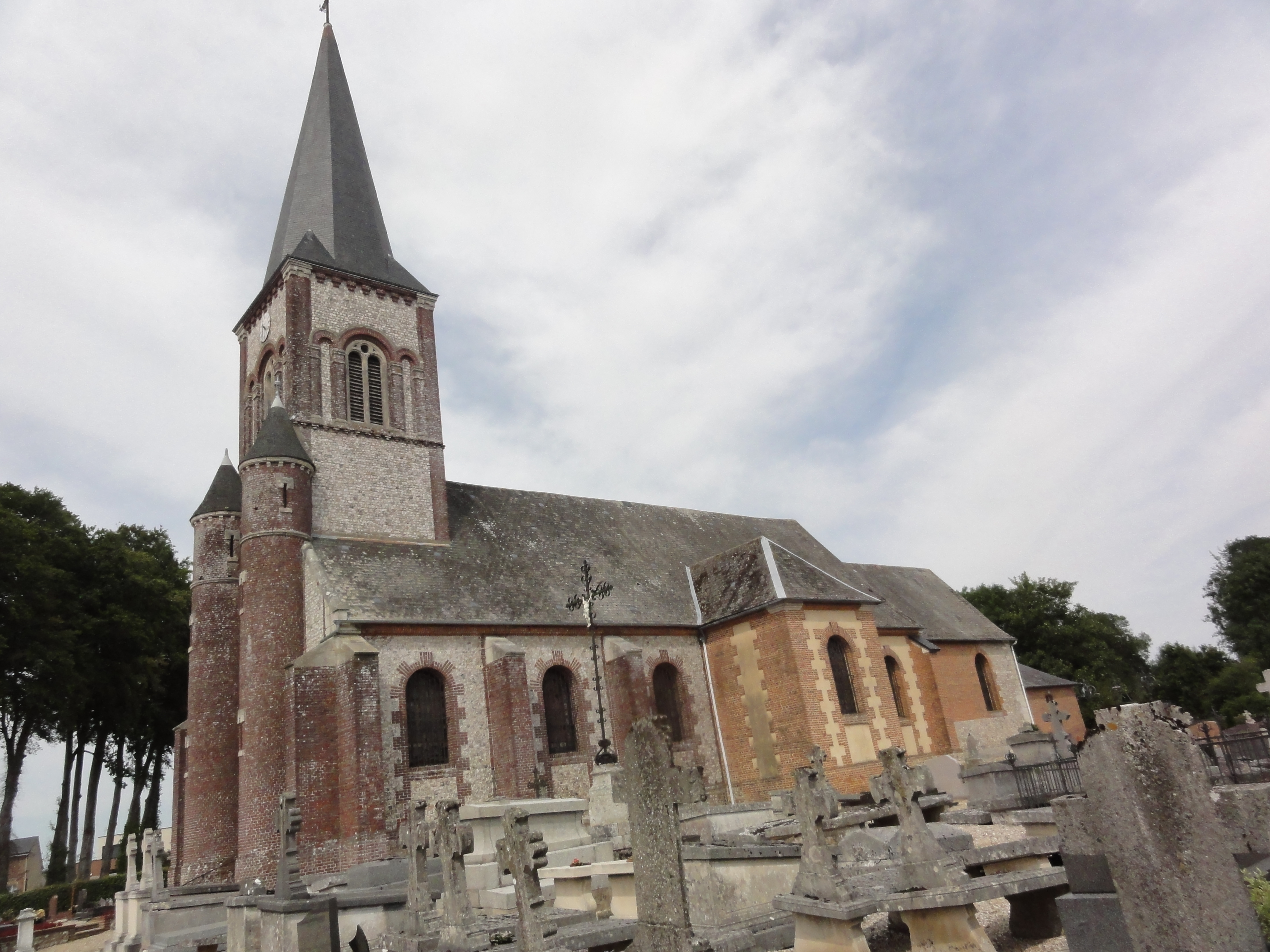
Kirche Saint-Aubin
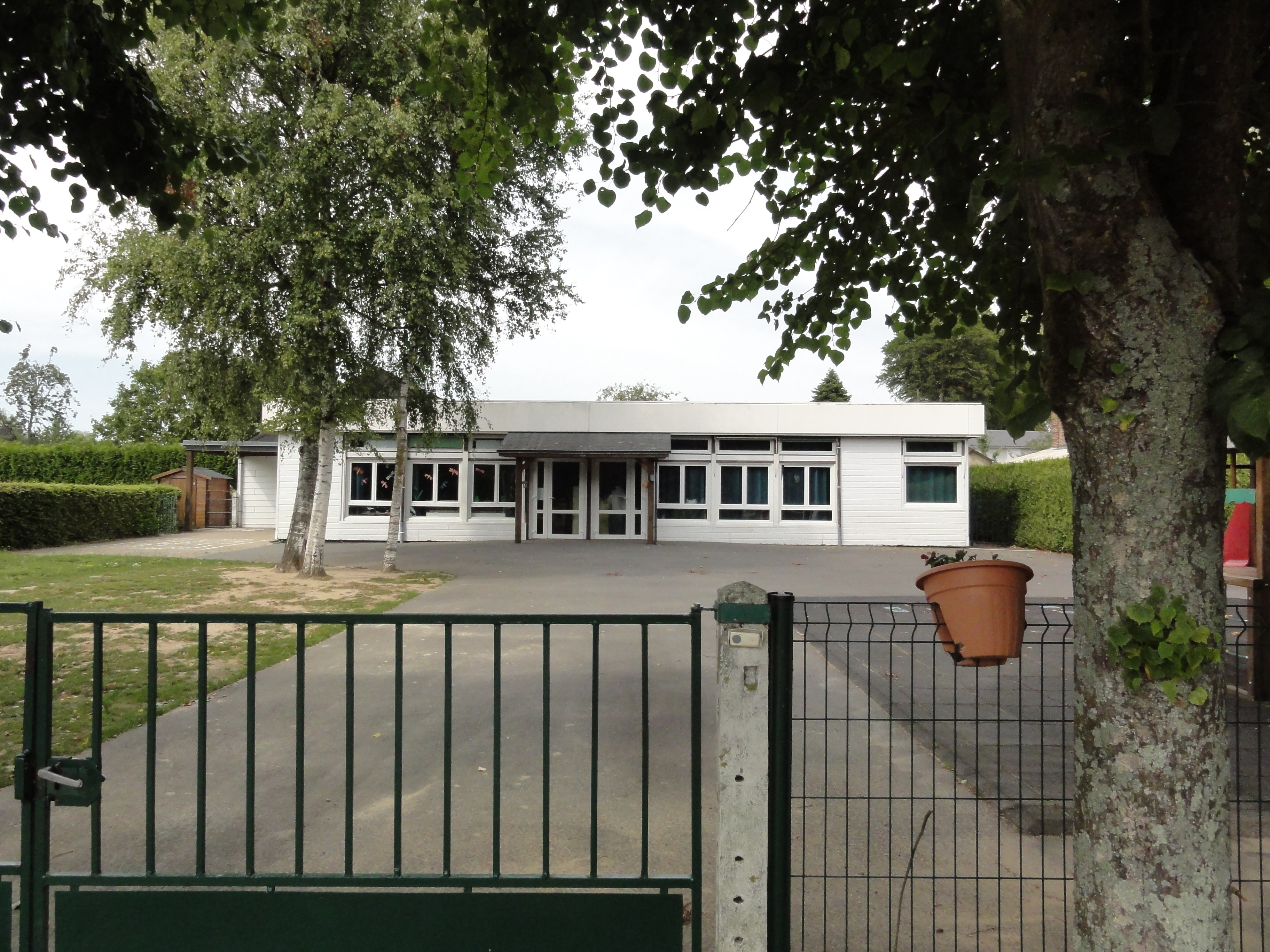
Schule
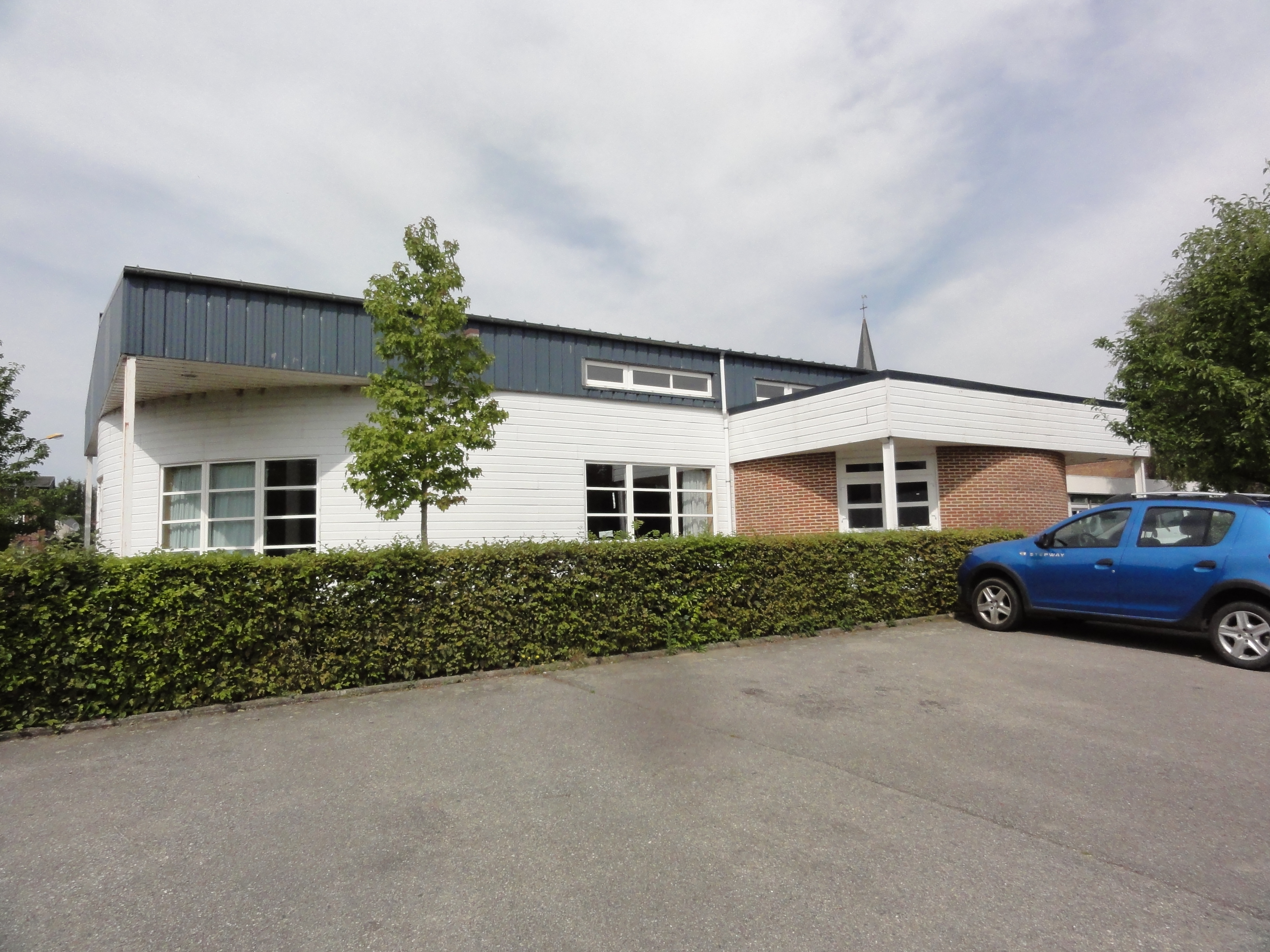
Gemeindefesthalle
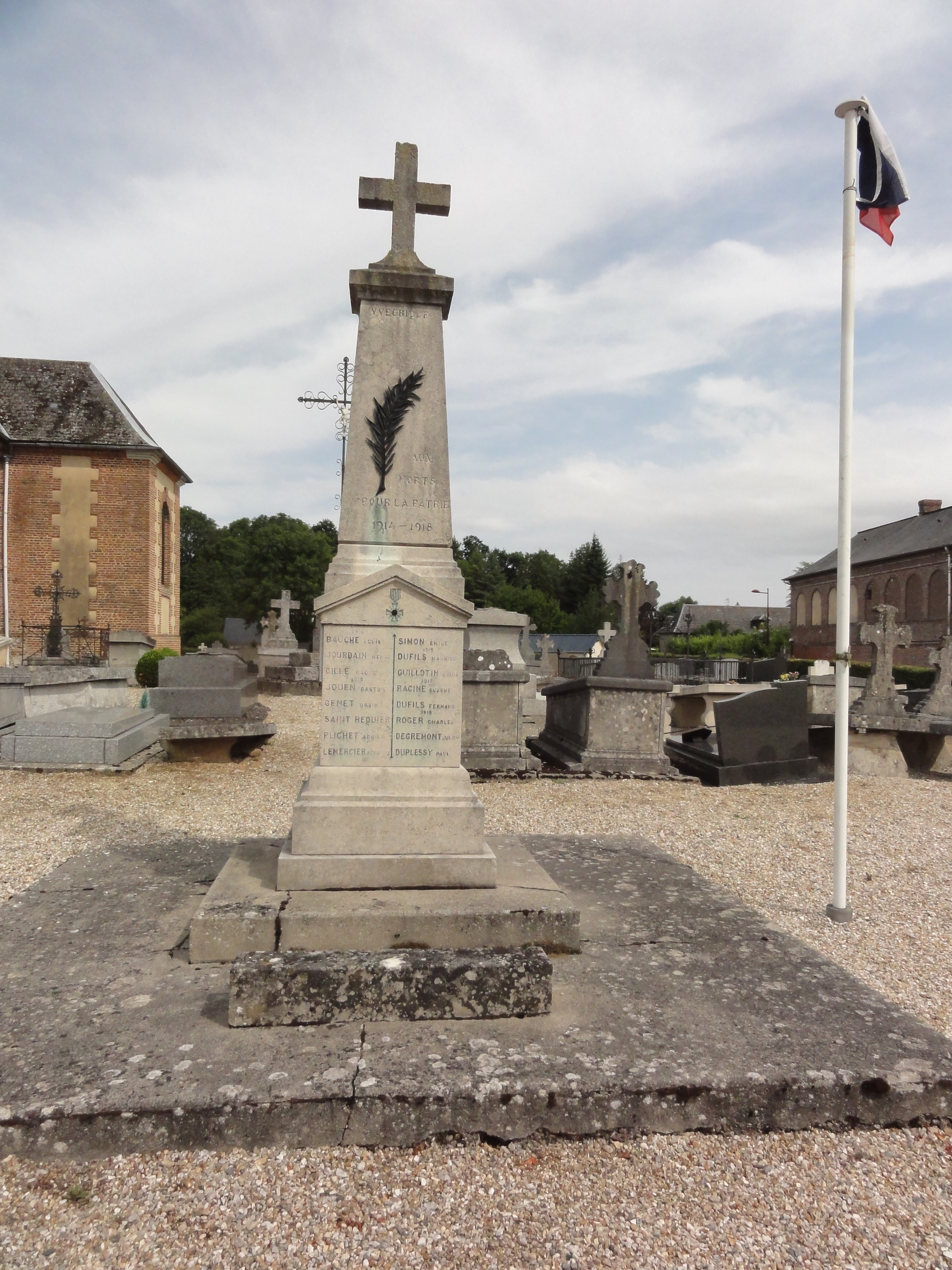
Gefallenendenkmal

## Partnerschaft
Seit 2013 pflegt Yvecrique eine Partnerschaft mit der bretonischen Gemeinde Le Guerno.

## Wirtschaft und Infrastruktur
Die Landwirtschaft spielt immer noch eine wichtige Rolle in der Gemeinde. Yvecrique liegt im größten europäischen Flachsanbaugebiet. In der Gemeinde gibt es elf landwirtschaftliche Betriebe (Getreideanbau, Saatgutproduktion, Rinderzucht). Einige Arbeitsplätze bieten Handwerksbetriebe, darüber hinaus sind zahlreiche Bewohner Wegpendler in umliegende größere Städte.
Yvecrique ist durch ein gut ausgebautes Straßennetz in alle Richtungen mit den umliegenden Städten und Gemeinden verbunden. Der Bahnhof im sieben Kilometer entfernten Motteville liegt an der Bahnlinie von Paris Gare Saint-Lazare nach Le Havre (Ligne de Paris-Saint-Lazare au Havre). Fünf Kilometer südlich von Amfreville-les-Champs besteht Anschluss an die Autobahn A29.

## Belege
1. ↑  www.yvecrique76.fr
2. ↑  Yvecrique auf annuaire-mairie
3. ↑  Yvecrique auf INSEE
4. ↑  Landwirtschaftsbetriebe auf annuaire-mairie.fr (französisch)